# Mikhaïl Peskov

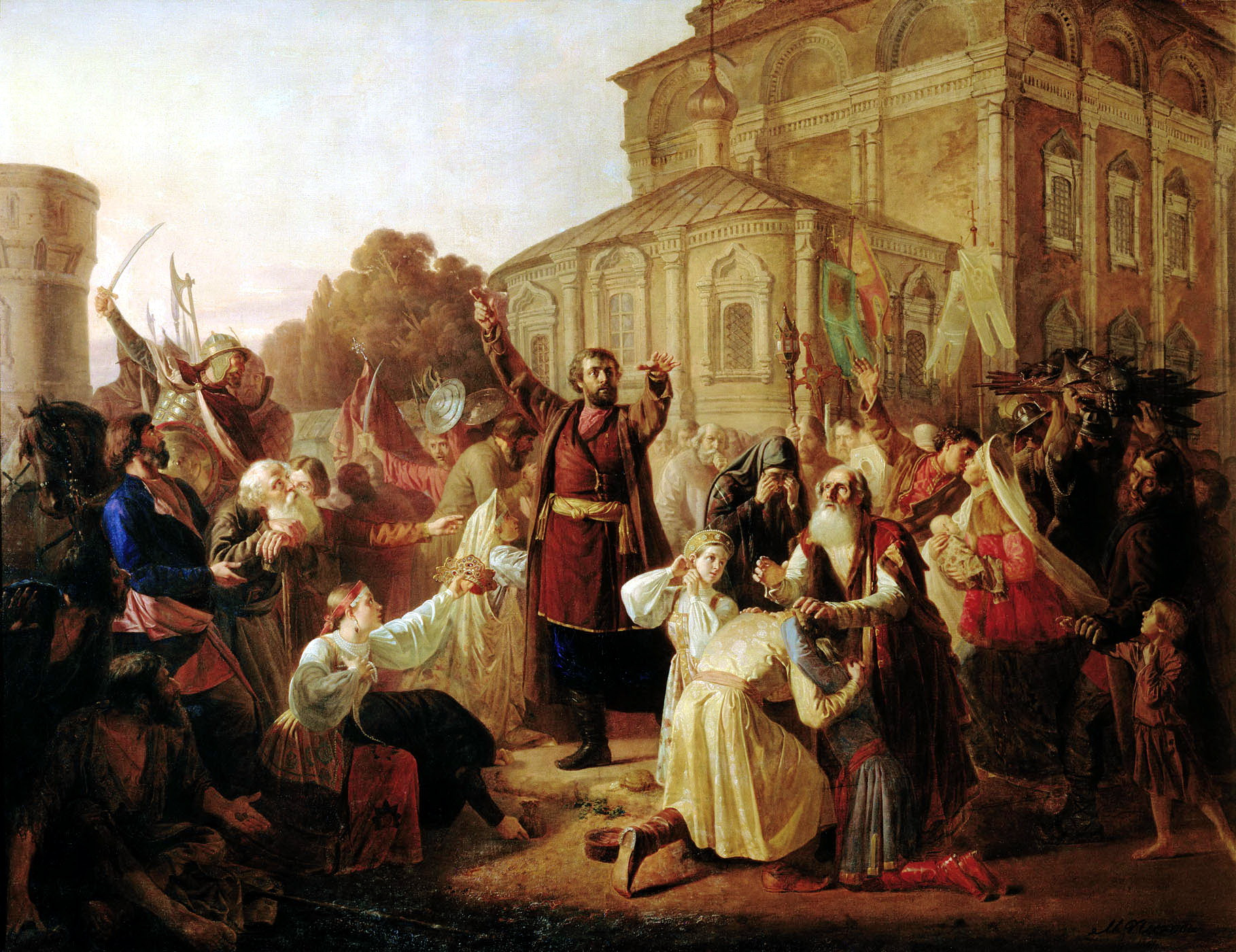
Appel aux Citoyens de Nijni Novgorod par Kouzma Minine (1861)

Mikhaïl Ivanovitch Peskov (russe : Михаи́л Ива́нович Песко́в; 1834, Irkoutsk – 13 août 1864, Yalta) est un peintre de genre et d'histoire de la Russie et lithographe.

## Biographie
Mikhaïl Peskov est né dans une famille de militaires, stationnée en Sibérie. De 1850 à 1855, il a travaillé comme employé du Gouvernement Provincial d’Irkoutsk. Il quitte cet emploi pour s'inscrire à l'Académie Impériale des Arts où il étudie sous la direction d'Alexeï Tarasovitch Markov. En 1859 et en 1860, son travail et récompensé par plusieurs médailles d'argent. En 1861, il a reçu une médaille d'or pour son tableau "Воззвание к нижегородцам гражданина Минина" (Appel aux Citoyens de Nijni-Novgorod par Minin), qui a été acheté pour 1 000 roubles  par le célèbre collectionneur d'art Vassili Kokorev. Il a reçu une autre médaille d'or en 1862 pour "Кулачный бой при Иоанне IV Васильевиче Грозном" (Fistfight avec Ivan le Terrible).
En 1863, il rejoint le « Mouvement des Quatorze », un groupe d'étudiants qui privilégie le réalisme et qui proteste contre le classicisme de l'Académie. Avec le groupe, il a refuse de soumettre une peinture sur le sujet proposé et démissionne de l'Académie, acceptant le qualificatif d’« Artiste de Seconde Classe ». Peu de temps après, il prend part à l'organisation de l'Artel des Artistes, une communauté qui partage ateliers et lieu de vie.
En 1864, sur l'avis de son médecin, il est allé en Crimée, à la recherche d'un remède pour sa tuberculose. Ses amis de l'Artel ont organisé une collecte et vendu des tableaux afin de l'aider à se rétablir, mais il est mort, âgé seulement de trente ans